# Harold Pearl
Harold Pearl (8 giugno 1914 – Miami, 17 dicembre 1975) è stato un illustratore britannico, conosciuto insieme con la scrittrice Helen Aberson che aveva realizzato dei disegni per il libro Dumbo, the Flying Elephant del 1939.